# Priya Sisters
Shanmukhapriya y Haripriya (Telugu: షణ్ముఖప్రియ, హరిప్రియ Tamil: ஷண்முக ப்ரியா, ஹரிப்ரியா), conocidas artísticamente como Priya Sisters, conforman un dúo musical de hermanas de la India, intérpretes de música carnática.

## Primeros años
Son originarias de Amalapuram en el distrito de Godavari del este, Andhra Pradesh. Asistieron a la Little Flower School en Chittoor, Andhra Pradesh. Empezaron a aprender música carnática de su padre, Sri V.V.Subbaram, a una edad temprana. Para alimentar su talento musical, su padre cambió de base a Chennai. Más tarde se convirtieron en discípulas del famoso dúo Radha y Jayalakshmi, que fueron discípulas del legendario G. N. Balasubramaniam. Aprendieron muchos matices y sutilezas de la música durante el tutelaje de cinco años de Radha y Jayalakshmi, incluyendo el consejo de que el canto debe ser tan claro que el oyente pueda anotar todo el kriti.

## Carrera
Mejorar su repertorio fue un proyecto mayor y el aprendizaje, un proceso continuo. Por lo tanto, se unieron al profesor T.R.Subramaniam. Aprendieron muchos pallavis y kritis de él.
Son parte de la tendencia del canto en dúo en la música carnática, que comenzó en la década de 1950, con artistas como Radha Jayalakshmi, Soolamangalam Sisters y más tarde continuó con Bombay Sisters.